# Rodeberg
Rodeberg è un comune di 2 034 abitanti della Turingia, in Germania.
Appartiene al circondario (Landkreis) dell'Unstrut-Hainich-Kreis (targa UH) ed è amministrato dal comune amministratore (Erfüllende Gemeinde) di Südeichsfeld.